# Feia ranta
Feia ranta és una espècie de peix de la família dels gòbids i de l'ordre dels perciformes.

## Morfologia
- Els mascles poden assolir 1,4 cm de longitud total i les femelles 1,58.[5]

## Hàbitat
És un peix marí, de clima tropical i bentopelàgic que viu entre 2-7 m de fondària.

## Distribució geogràfica
Es troba al Vietnam.

## Observacions
És inofensiu per als humans.